# Сара Арчер
Сара Арчер (англ. Sarah Archer; нар. 29 жовтня 1990) — британська акторка і модель. Перемогла в номінаціях «Міс Портсмут» і «Місіс Вогонь» конскурсу «Міс Земля Великої Британії 2008». 
Народилася в родині англійця і іракської матері.

## Досягнення
Завоювала титул «Міс Портсмут 2008» у конкурсі «Міс Англія». У фіналі посіла 50 місце за результатами голосування, набравши 2300 голосів.
У 2008 році Арчер була номінована на титул «Міс Портсмут» на конкурсі «Міс Земля Великої Британії». У підсумку вона удостоїлася титулу «Міс вогонь Великої Британії 2008». В 2011 році отримала титул «Міс Кенгсінгтон».
Побувала в Єгипті, Сирії, Йорданії, в Континентальній Європі і в США. Пізніше повернулася до Англії, щоб стати членом молодіжного парламенту Портсмута.
У 2014 році Арчер була обрана кандидаткою для боротьби за титул «Міс симпатична Велика Британія» у конкурсі краси, який проходив у Голлівуді, у Флориді.